# 五家寨铁路桥
五家寨铁路桥也称次南溪河铁路桥（法語：Viaduc de Faux-Namti）、人字桥，位于云南省红河哈尼族彝族自治州屏边苗族自治县北部南溪河左岸支流四岔河峡谷的四岔河展线的尽头处，亭塘与波度箐站之间，是昆河铁路（原滇越铁路）上的标志性工程之一。官方名称为“昆河线135号桥”。
铁路桥位于昆河铁路353公里处，为一座桁肋式铰拱钢架桥，桥长71.7米，宽4.2米，坐东向西。桥两侧都是近乎直上直下的悬崖，桥面架在石壁上开凿的两个隧道——119和120号隧道之间，距谷底102米，是滇越铁路最高的桥。铁路桥由法国巴底纽勒工程建筑公司桥梁工程师保罗·波登设计，工程所需的全部钢铁构件均在法国生产。工程从1907年3月10日在距谷底约100米高处隧道打通四岔河谷绝壁（现称作“老虎嘴”）开始。一万多个重量在100公斤以内，长度不超过2.5米的零件，由骡子驮进河谷；两根吊装桥梁所用的长355米、总重5吨多的铁链，由600余名力工排成350米长的队列，历时3天，肩抗到工地。施工从开凿崖壁两边隧道口的桥台开始，然后在两侧洞口上方距桥面20米处，各开挖一个4米见方施工山洞，装上铰车等起重设备，之后在隧道下方安置铸钢球型支座，再进行吊装，最后铺设桥面及轨道。至1908年12月6日机车从铁路桥上通过为止，历时20个月26天。由于地形地貌险峻、施工环境、自然环境恶劣，超过800名劳工在建桥期间丧生。

## 图片

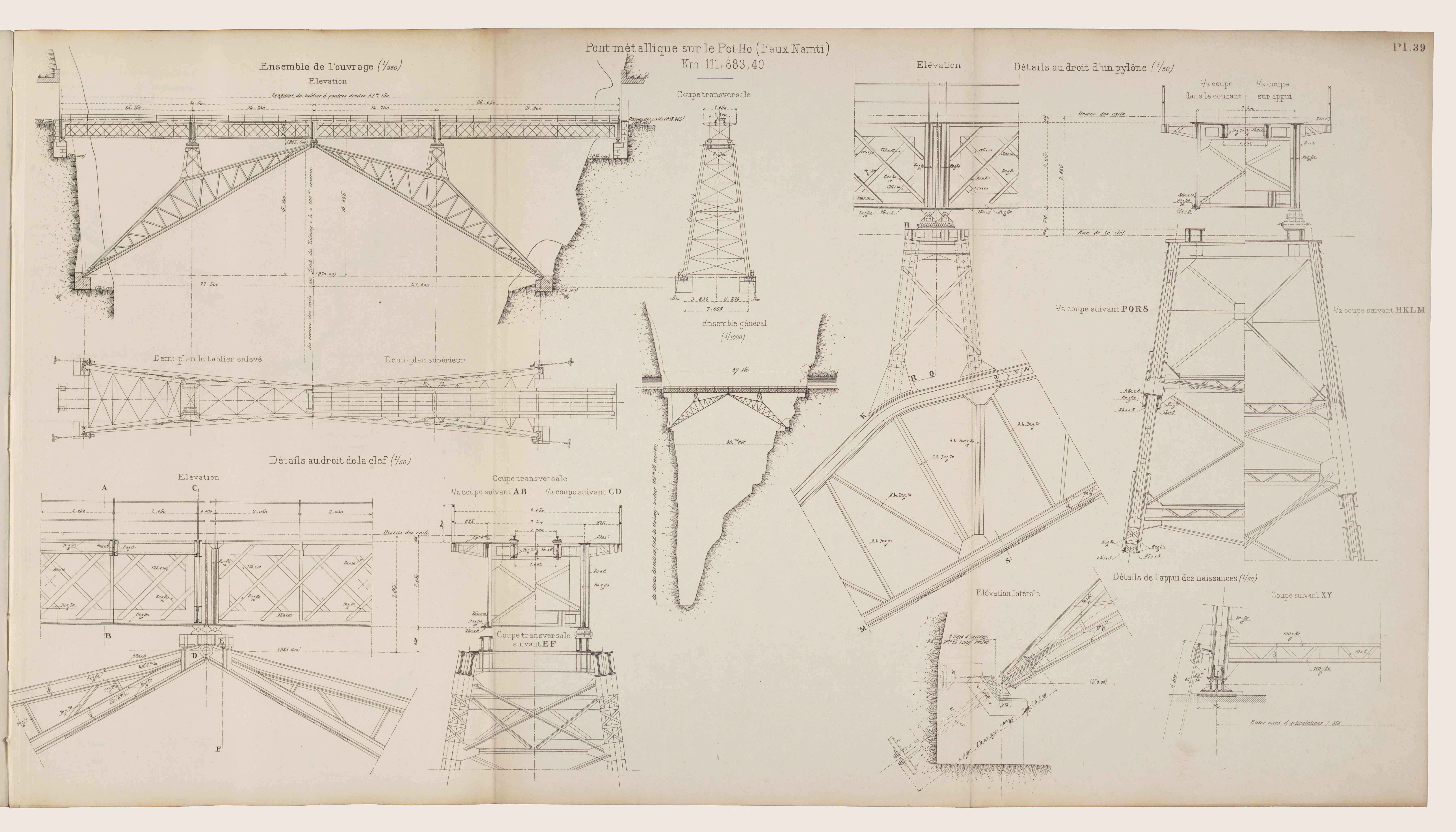
五家寨铁路桥图纸
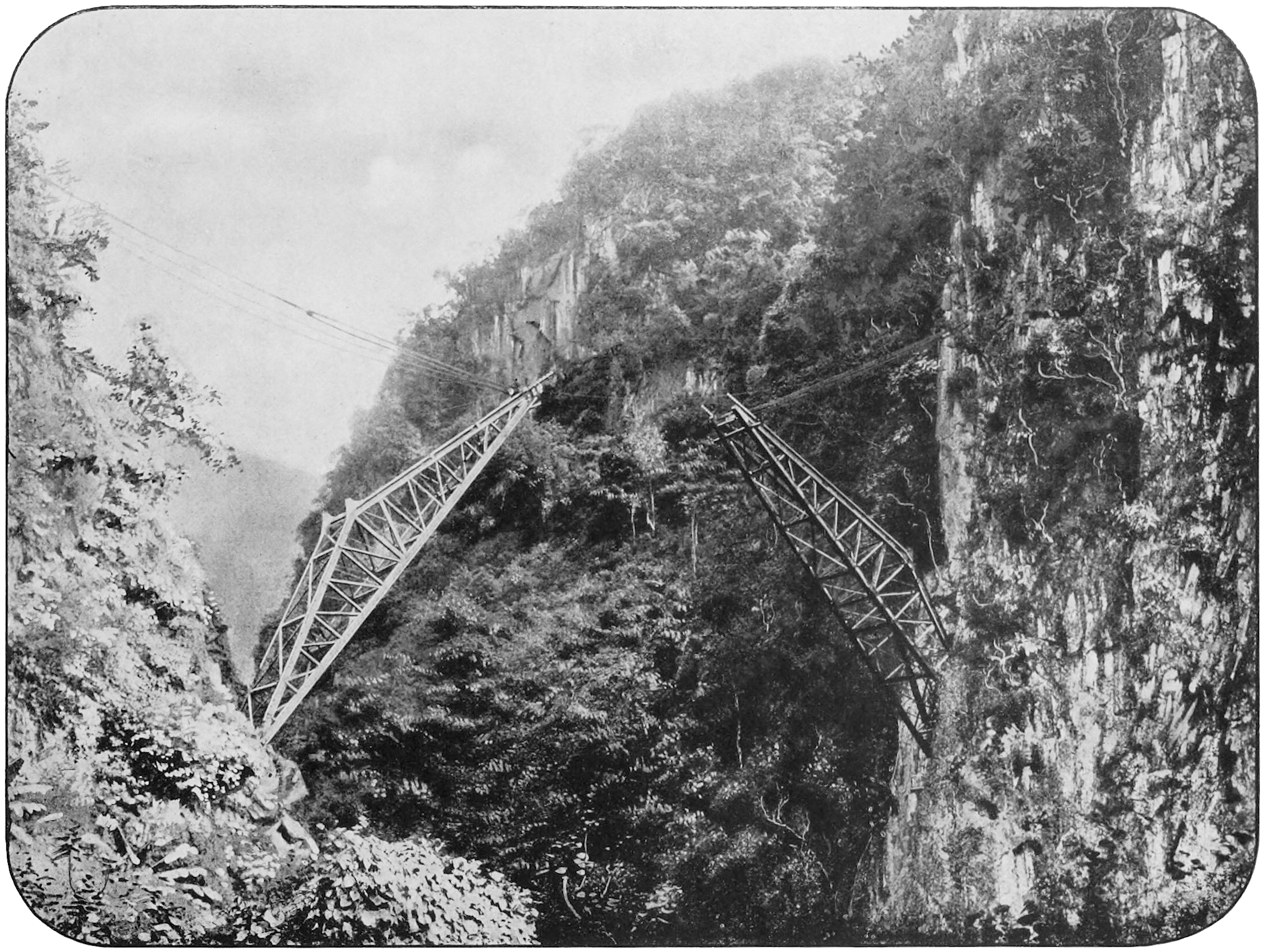
建设中的五家寨铁路桥，1908年7月16日
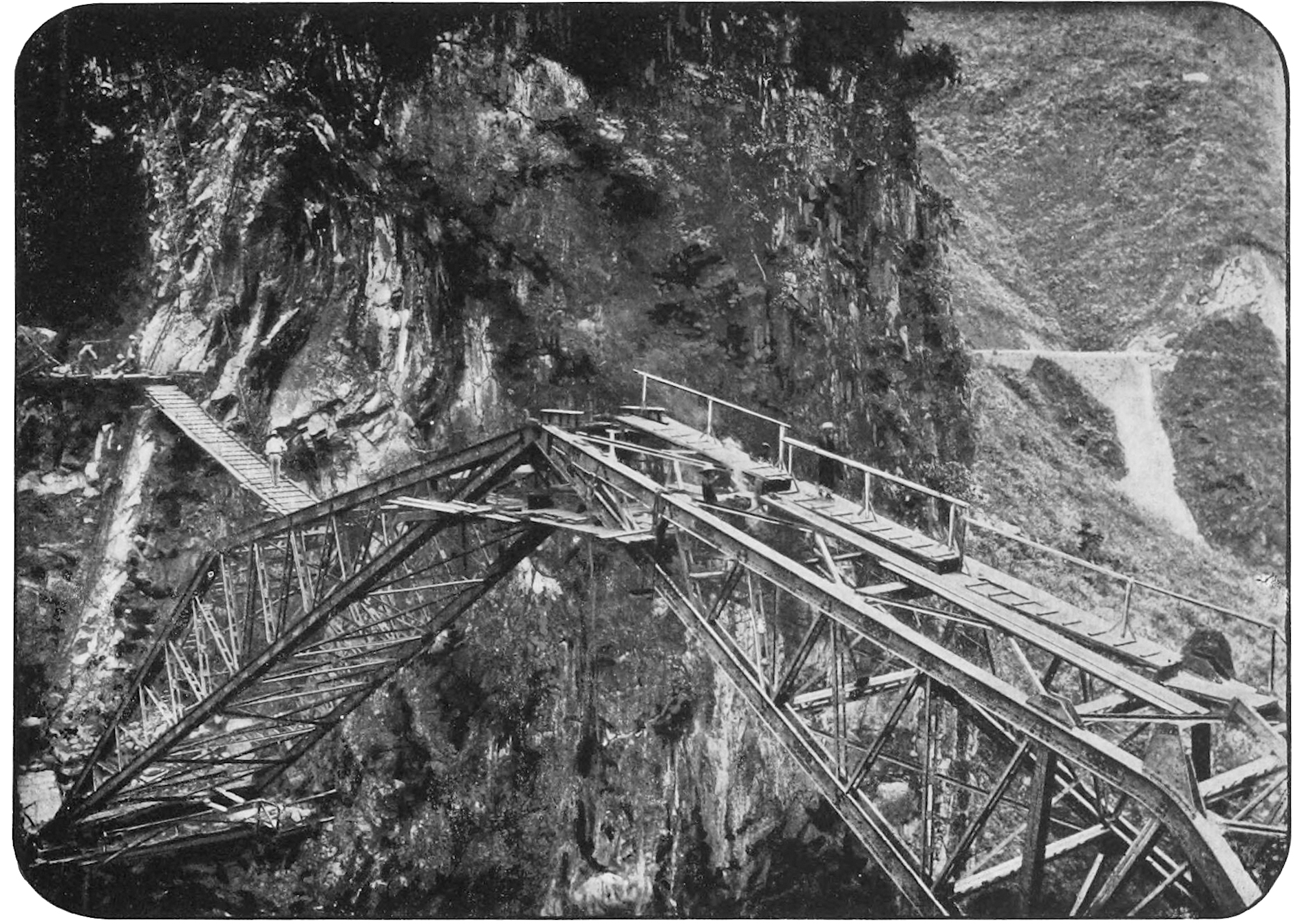
建设中的五家寨铁路桥，1908年7月24日
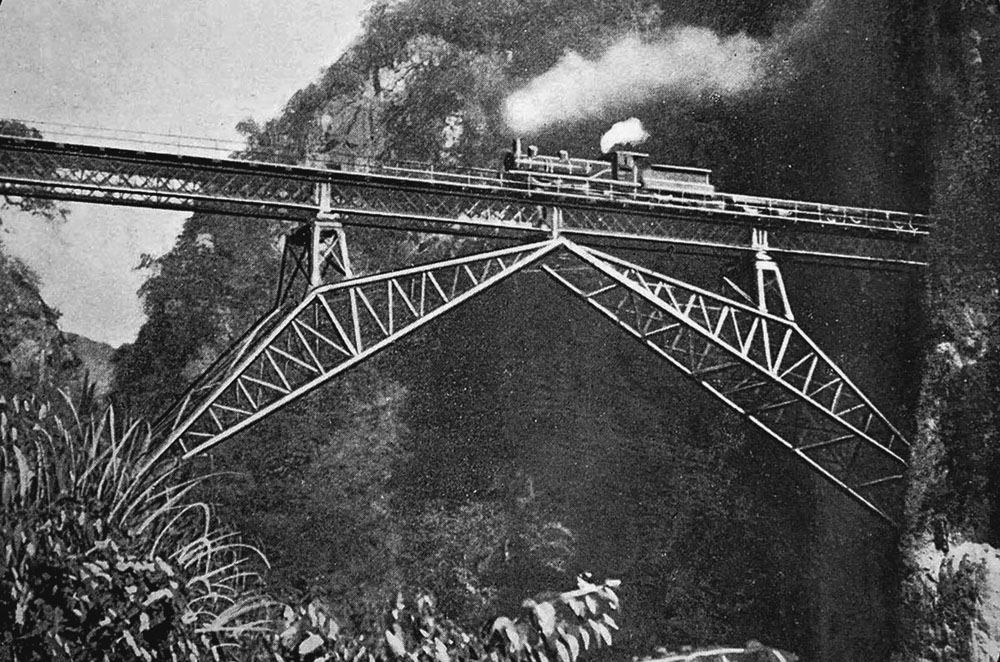
火车通过五家寨铁路桥，1909年1月3日